# 2022年6—7月澳門2019冠狀病毒病聚集性疫情相關爭議
2022年6－7月澳門2019冠狀病毒病聚集性疫情相關爭議，介紹在2022年澳門2019冠狀病毒病聚集性疫情爆發期間在澳門發生的相關爭議。

## 黃碼人士問題多

### 上班受多重阻滯
6月27日，應變協調中心表示，黃碼人士除需接受核酸檢測和進行自我健康管理外，遵守相關防疫安排的同時，在與僱主或部門主管溝通後可上班參加工作。黃碼期間，須主動向僱主或部門主管通報情況，由僱主或部門主管為該人士在工作期間作出適當的防疫安排，包括監督定期核酸檢測及抗原檢測（根據風險決定檢測頻次，最好每天一次，連續5天）、戴好口罩（最好為KN95或以上標準的口罩）、避免在不戴口罩的情況下和他人近距離共處和接觸公眾、做好經常接觸的環境表面清潔消毒工作。適當時，安排相對獨立的工作空間。

### 購物物資阻滯多
根據現行防疫規定，進入公共場所包括超級市場、街市或部分食店需持澳門健康碼“綠碼”方可入場，部分黃碼人士訴苦連紅碼人士不如，在生活上受到不同的影響和阻滯。在7月3日防疫記者會上，經濟及科技發展局表示，黃碼人士補給生活物資方面，當局已協調部份超市，在條件計可下，採取措施安排黃碼人士進入超市補充生活物資，即使部分超市因條件所限未能安排黃碼人士進入超市，也會讓黃碼人士在超市門口提出採購的物資清單，由超市員工協助購買。除此之外，現時也有各類網上超市，供有需要的人士網購生活所需品。

### 核酸採樣方式
在7月5日的防疫記者會上，就記者問及有關黃碼人士的核酸採樣模式，應變協調中心表示對於黃碼人士的核酸採樣方式，與一般綠碼人士並不完全一樣。黃碼人士的感染風險較高，因此採樣的頻次和方式都有特定規定，包括需採用鼻咽採樣，因為較口腔採樣的準確度高，同時，採樣時亦不需要張開口，污染周圍空氣及感染採樣人員的機會較低。當局明白這對黃碼人士較為不便，亦可能有不適，但希望相關市民能夠諒解和配合。

## 前線人員相關爭議

### 沒打疫苗衛生局前線員工兩日一檢硬食核檢費
一名沒有注射新冠疫苗的衛生局前線人員表示，一直以來，都需要自費七日驗一次核酸方可上班，近日政府進一步收緊為兩日一檢。該名人員表示，以往七日一檢已經覺得不公平，但只有「硬食」、「照返工」，但現在收緊為兩日一檢，而有注射疫苗的人員卻維持免費，做法不合理。有衛生局前線人員向本媒反映，以往上班，沒有注射疫苗的人員需要自費七日一檢，有注射疫苗的人員則免費14日一檢。該前線人員稱，日前，公職局發出通告指衛生局全部員工須每48小時一檢，已注射疫苗的人員可以繼續免費作為重點人群預約，而沒有注射疫苗的則需繼續自費。至今還沒有注射疫苗的人士，各自有考慮，原因可能包括懷孕、需要餵哺母乳等，不少沒有注射疫苗的前線人員認為這份項新措施不公平，沒有依據，並指出，如果稍後當局再收緊為每日一檢，甚至一日兩檢，沒有注射疫苗的前線人員是否都要自費？

### 前線醫護壓力爆煲 當局否認
7月1日疫情記者會上，有前線醫護在疫情期間的影響和壓力。衛生局傳染病防控處處長梁亦好在回應前線醫療系統是否已爆煲時稱，隨著陽性病人增加，前線人員的壓力和醫療工作量肯定「大大」增加，但都是在防疫預案之內，絕對「唔係爆煲」。她又稱，防疫預案已預視有關問題，所有工作有序開展，包括衛生局已從不同部門調配更多人手支援緊急服務。在高風險工作後，前線醫護人員不敢回家，擔心自己已經受感染，傳染家人或社區其他人。該名醫護人員又指，前線人員亦無從反映現時所面對困境。回應山頂醫院急診醫護人員的憂慮時，梁亦好表示，由於近來病人數量增加，當局會加強人手支援山頂醫院的特別急診服務。她又指，特別急診服務基本上已轉移到澳門蛋A館，很多陽性病例已分流到A館。目前，特別急診處理的病例不是多。有傳媒問及前線醫護缺直接溝通渠道，梁亦好回應稱，將向醫院反映有關意見。
7月2日，再有醫護工作人員家人向本地傳媒發表來論，已感覺壓力“爆煲”，要求衛生局局長作釐清各項問題。前線人員壓力大增下，希望能儘快取消此48小時核檢政策，不要再令工作人員添加嚴重的壓力。2021年公佈了工作人員若未接種疫苗，需持七天有效自費核檢證明上班，但48小時核檢政策，令該群工作人員隔天就要到外面的自費核酸站做檢測，亦大大增加工作人員的壓力（指金錢和休息時間方面）。

### 再度否認前線醫護“爆煲”
衛生局仁伯爵綜合醫院醫務主任李偉成今日在疫情記招上表示，感謝前線員工一直以來堅守工作崗位，在7月5日防疫記者會上，衛生局仁伯爵綜合醫院醫務主任李偉成今日在疫情記招上表示，感謝前線員工一直以來堅守工作崗位，但不希望不實傳聞、誤導、誤解或溝通問題，令員工情緒受到負面影響。
另外，有前線醫護人員反映，現時工作要求由48小時核檢變成24小時核檢，批評高層為前線工作壓力百上加斤。李偉成表示，醫療人員的防感染措施最大意義是保障醫院脆弱的病人，他形容措施是「迫不得已」，根據其他地方經驗。在7月5日防疫記者會上，中心表示因應有一定數量在醫院工作的醫護人員及外判工作人員在社區內受到感染，核檢結果呈陽性，為避免出現工作地點—醫院內傳播給病患的風險，醫院的工作人員需加密核檢頻率，以期在有關人員一旦受感染或於早期感染時，就能儘快被發現和識辨出來。應變協調中心強調，有關決定是為了加強對病患的保護，病人本身已是脆弱一群，當中不少人更患有慢性病，倘這些病人因受到感染而需轉移至隔離設施作護理，將會為醫護人員帶來更大壓力，資源耗動也更大。應變協調中心表示，有關措施亦能方便員工可在上班時分批輪流進行核檢，不用額外在休息時間前往其他核檢站採樣。員工在放假期間，則可豁免上述的醫院核檢加密頻率規定，但仍需按一般市民的核檢規定進行採樣。

## “封城”和“網格化管理”

### 政府試圖澄清“網格化管理”之傳言
6月21日，對於網上流傳關於特區政府即將實施“網格化管理”一事，民防行動中心作出澄清，指現階段暫未有計劃啟動有關預案，呼籲市民勿誤信不實傳言，時刻留意特區政府公佈之官方資訊，切勿恐慌及過量囤積物資，並按照特區政府指引，嚴格遵守防疫措施。 謠言在傳出後至澄清前，不少市民擁往超市、凍肉店、蔬果店和街市購買食品及日用品，有凍肉店和超市出現大排長龍的情況，店內更是擠滿排隊結帳的客人。
6月22日，警察總局於防疫記者會上再次澄清仍然沒有計劃執行網格化預案。
6月25日，警察總局警務聯絡及公共關係處處長張健欣表示，會否及何時啟動“網格化”預案，需視乎衛生當局的判斷而定，例如考慮是否已存在大規模的傳播風險；而目前最首要的，是市民須配合現行的防疫措施，如果現行防疫措施已足夠，便沒有需要升級措施實施“網格化”預案。
6月27日，警察總局重申如非必要，不會啟動“網絡化”預案，並呼籲在該階段，市民一定要配合政府呼籲，非必要不外出，盡量留在家中，出外做全民核檢前，先在家做快速抗原測試。
7月3日，衛生局局長羅奕龍表示，疫情出現以來，政府已採取不同手段，使人與人之間的接觸減少，避免人群聚集，政府在不同階段有不同的措施，包括政府公共部門停止非必要和緊急的服務，當局呼籲私人企業減少員工上班，娛樂場所關閉，學校全面停課，並已有大量措施減低社區的人員流動等。當前，政府經評估認為暫未需實施網格化預案的階段，政府會對每一日的情況作出研判，有最新的決定會再向市民介紹。社會「靜止」狀態是一個目標，政府可以用很多手段去達成，應變協調中心希望市民繼續支持政府抗疫工作，使澳門儘快度過疫情。

### “封城”措施
在7月6日防疫記者會上，有傳媒關注近日網上流傳消息指，澳門將在下星期｢封城｣一周，並實施網格化管控或禁足措施。警察總局警務聯絡及公共關係處處長張健欣回應稱，會視乎醫療當局評估再作決定，暫時未有新安排。當局又指留意到有市民擔心更嚴格管控措施，重申無需擔心，搶購食物更易群聚，增加疾病傳染風險。倘有有關措施會適時公布。 衛生局傳染病防控處處長梁亦好表示，特區政府與鍾南山院士團隊保持密切溝通，希望通過本周三輪的全民核檢，根據每次核檢的結果，再評估隨後本澳的防疫政策及方向，有進一步決定時特區政府會公佈。每一輪全民核檢結果將是重要的參考指標。
7月7日，就網上流傳特區政府即將實施“封城”一事，民防行動中心作出澄清指現階段未有計劃採取相關措施，呼籲市民勿誤信不實傳言，並留意政府公佈之官方資訊。當局持續關注市面生活物資、鮮活食品的供應存量充足，呼籲市民無需恐慌搶購食品，亦不需過量囤積。任何時候，政府均會以保障市民的生活為首要考慮。民防行動中心提醒市民，切勿故意編造並傳播任何虛假資訊。

### 謊稱“封城”與“禁足”措施不可行
7月8日防疫記者會上，有記者再問及當局會否採取封城或禁足措施。衛生局局長羅奕龍回應稱，希望市民知道特區政府最大程度限制人員流動，市民也高度配合，再者結合高頻次核酸和抗原檢測就可使疫情趨勢緩和，他相信繼續朝這個方向努力，能有效控制疫情，希望市民理解和配合。羅奕龍表示，政府不斷總結經驗，檢視防疫措施的成效，通過結合利用全民核酸檢測和抗原檢測，使疫情沒有出現「井噴式」爆發。每個地方採取的抗疫措施都不盡相同，亦有不同的效果。以「動態清零」為目標的任何地方，均沒有任何處理Omicron BA.5經驗可供澳門參照；相較於Omicron BA.5，傳播力和傳播速度稍低的Omicron BA.2，根據上海的經驗，需要超過兩個月的封城狀態，才能達到「社會面清零」。他稱，「動態清零」要結合澳門的實際情況，現時紅黃碼區有很好的維生支援小組，但仍然出現很多問題。如果整個社會都「封城」、「禁足」，問題會否更多，這是值得思考的問題。

## 地盤工人被解僱遊行到中聯辦表達訴求
6月22日傍晚，超過200名位於路環某地盤的工人，從路環島地盤行經嘉樂庇總督大橋至澳門中聯辦，現場多名警員維持秩序。據悉，這班工人被解僱後，要求地盤負責人賠償入境珠海的隔離費用。勞工事務局於當天晚上發出新聞稿表示，就今日（6月22日）路環某建築工地有逾200名外地僱員反映訴求事件。勞工事務局對此表示關注，在得悉事件後已即時派員到場處理，經調查後，相關外地僱員勞動合同將於6月30日結束，現要求僱主支付返回內地時的隔離費用。而按照《聘用外地僱員法》規定，隔離費並非屬法律規定僱主義務，勞工局人員已向僱員解釋相關法律規定，並聯絡相關僱主進行了解，僱主表示承諾會依法支付僱員的報酬。
6月23日凌晨，勞工事務局再發出新聞稿，經調查路環某地盤超過 200名僱員反映訴求事件後表示，相關人士的外僱勞動合同將於6月30日結束，他們要求僱主支付返回內地時的隔離費。按照外僱法，隔離費非屬法律規定僱主義務。當局已向僱員解釋，並聯絡相關僱主，僱主表示承諾會依法支付僱員的報酬。
6月23日下午，保安司司長黃少澤於行政長官記者會上回應事件時表示，經中聯辦協調和溝通，珠海有酒店願意降價至150元人民幣一天去為這批外僱進行隔離，絕大部分工人已簽署同意書，亦被送往進行核酸檢測，有結果後就會被送往珠海隔離。目前，可能仍有個別工人不滿，勞工局仍在協調當中，情況已基本解決。
6月23日下午稍後時間，勞工事務局發出新聞稿，就6月22日路環某建築工地有逾百名外地僱員反映訴求事件，當局對此表示關注，在得悉事件後已即時派員到場處理，經調查，僱主通知相關外地僱員於6月30日勞動合同到期後終止勞動關係，僱主已依法向相關僱員支付報酬及回程費用等補償，故暫未發現僱主有損害僱員權益。對於僱員要求僱主支付返回珠海時的隔離費用的事宜，按照《聘用外地僱員法》規定，隔離費非屬法律規定僱主義務。經局方人員向僱員解釋相關法律規定，並透過中資職介所協會與內地相關單位協調後，已協助僱員自費入住隔離酒店，現時相關事宜已獲解決，並獲悉相關外地僱員正按防疫措施要求，準備經珠澳口岸返回國內。

## 「清零」與「共存」引起議論

### 「躺平」走向“病毒共存”不符合
6月23日，行政長官賀一誠在防疫特別記者會中就坊間一直有不少「與病毒共存」和「動態清零」的討論，賀一誠回答記者提問時表示，若澳門選擇「躺平」處理疫情，而非堅持「動態清零」，之後與中國大陸的通關或要面臨隔離，對澳門的影響會更加大。又表示經濟恢復需要等到全球疫情結束，政府推出不同方面的經濟援助措施使中小企維持，目前希望盡快恢復疫情前基本水平。
立法會直選議員林宇滔表示，澳門對抗疫情不應重蹈香港的覆轍，而目前唯一可以做的便是通過全面控制人流，配合全民核檢，才有機會控制到疫情。他又稱，若以快篩取代全民檢測或會更加難控制疫情，現時快篩技術未必準、又可能出現不如實申報等問題。現時「清零」是「無得揀」的選擇。事實上，「政府就連控制眼前的疫情力有不逮，大家真係應少啲外出，這是唯一可以做到的事。」
前立法會直選議員蘇嘉豪認為，「清零」或「共存」係絕對值得討論、思辨的議題，希望在今次疫情過後，本地能有公共空間討論防疫政策取向。蘇嘉豪又稱，一個核心事實須認清，即任何病毒一直同社會、人類相處中，病毒亦一直變種中。在此現實下，如何將非常有限人力、物力精準用於迫切方面，如弱勢社群、長者，小朋友、重症者等，「這樣才是政府科學、有為的表現」。「清零」或「共存」？蘇嘉豪指出，肯定不是二選一的事項，亦不應將「共存」貼上「任由感染者死亡」的標籤。「可能社會有些言論或政府有心或無心將兩者二元對立，亦見有文宣將共存貼上很多標籤如「共存等於躺平」。而這句話正是出自特首賀一誠的口中，特首應該不會不知道這兩者不應該劃上等號。世衛亦曾表示，共存不等於任人染疫死亡，亦非由得疫情無限傳播。他又認為，目前未有條件行「共存」，應該以本波防疫措施為經驗。

### “社會面清零”之質疑
自澳門6月18日出現疫情後，不少市民對政府近日多次提出的「社會面清零」抱有疑問，未知政府當局如何定義「社會面清零」。
在6月23日防疫記者會上，衛生局局長羅奕龍表示，「社會面清零」是指在一段時間內，管控區（即醫學觀察地點或紅碼區內）以外的社會活動空間未發現新感染個案，則可達到「社會面清零」，最重要的是最要儘快管控風險人群，減少社區爆發的風險，他強調，當社會面沒有新發個案就是代表社會面清零，但不代表沒有確診個案，例如輸入性病例在隔離酒店發病，在管控區內發病。故最重要的是最要儘快管控風險人群。而社會文化司司長歐陽瑜在當天行政長官特別記者會中表示場所關閉和禁堂食批示要澳門「社會面清零」後才解除。

### 繼續堅持「動態清零」
7月7日防疫記者會上，有記者問及何時才能達到政府要清零的目標，衛生局傳染病防控處處長梁亦好表示，「動態清零」一定是特區政府抗疫的目標，從來都沒有改變。至於何時才能達成清零的目標，要視乎全民核檢以及市民配合程度。她稱，傳染病防控分三個環節，一是發現傳染源，包括通過全民檢測及快測發現傳染源；二是切斷傳播途徑，包括做好個人防護、減少外出等；三是保護易感人群，包括之前疫苗接種及院舍防範性閉環等。要通過綜合因素，包括全民檢測、快測、流調及市民防疫措施，達到最終「動態清零」。
7月16日防疫記者會上，社會文化司司長歐陽瑜表示，為了加快達到「動態清零」的目標，特區政府自本星期一起實施「相對靜止」措施。這星期進行的三輪全民核酸檢測數據顯示，疫情防控工作取得了較明顯的效果，混管樣本陽性的數字，從實施「相對靜止」措施前的23管，逐步下降至單位數字。疫情防控工作取得了初步成效，未來一星期將進入「清零期」，「相對靜止」措施將延長5日，維持控制社會人員流動，並將繼續採取密集式全民核酸檢測、重點人群核酸檢測，以及全民抗原檢測措施，持續加強管控高風險人士，遏止社會面感染個案。她又強調，作為負責任的政府，必須堅持「動態清零」防疫方針，保障廣大居民生命健康，特別是保障弱勢社群及老年人等群體。特區政府也明白到，實行各種的防疫措施，在短期之內，會影響部分居民生活便利，使經濟在一定時間內受到影響，但為了加快恢復正常生活秩序，實現與內地免醫學隔離的正常通關，使澳門經濟得以復蘇和發展，現階段必須堅持。目前，已進入疫情防控的關鍵時刻，在此，呼籲市民繼續配合特區政府的措施，堅持忍耐，守望相助，共同克服困難，讓生活早日回復正常秩序。

## 不再一刀切關閉賭場
6月23日，行政長官批示關閉電影院、健身室等娛樂場所，餐飲場所禁堂食，但所有娛樂場沒下令關閉。而在本次疫情中有多宗涉及娛樂場的員工染疫，引起市民質疑為何不關閉娛樂場？行政長官賀一誠表示與2020年疫情之初作相比，當時娛樂場關閉15天的原因是當時沒有任何方法去對抗疫情如病毒檢測，而且政府與所有娛樂場有協議，不能一刀切關閉賭場。又以兩例娛樂場員工感染病例為例，經過分析其中兩例在6月15至20日階段內均是休息，雖然其職業是娛樂場員工，但在休假狀態。
6月23日下午，博彩監察協調局對於日前經衛生當局發現的數名任職娛樂場屬陽性確診者的員工，經流行病學調查後，並沒有發現其軌跡與其工作的娛樂場有關連，當中兩名娛樂場員工更是處於休假。因此，經衛生當局研判現階段不用封閉該等娛樂場。博監局會一如既往，要求各娛樂場嚴格遵守衛生局的所有防疫指引，並對其執行情況進行監督。
在6月23日特別記者會上，賀一誠再回應為何不“一刀切”關閉賭場，原因是娛樂場員工眾多一定要保住本地僱員的生計，當局會評估，若必須要停一定會停(關閉賭場)，同時又引用紅黃碼區設置為例形容關閉娛樂場的原因。

### 賭場“升級”防疫措施
博彩監察協調局於6月28日中午公佈，為配合特區政府總體防疫工作，根據衛生局6月26日發出“本地疫情期間娛樂場等公共場所減少傳播風險的措施”指引規定，全澳娛樂場新增多項防疫措施，包括所有進入娛樂場範圍的人員，包括顧客、工作人員及公共部門人員，均須持有48小時（即採樣日及之後2天）內核酸檢測陰性證明、博企工作人員上班前或進入娛樂場前當天快速抗原檢測為陰性等措施。上述有關博彩員工做核酸檢測費用、快速抗原檢測包等，均由博企負責及提供。經博彩監察協調局與博企溝通後，博企積極配合特區政府的防疫政策及作出適當之安排，上述指引將於7月1日上午7時實施，其後因核檢站混亂事件最終緊急宣佈停止實施。
立法會直選議員李良汪表示，接獲博彩從業員反映，雖然博企為員工提供快速檢測套裝、KN95或N95口罩，而相關核檢費用亦會由博企支付。惟相關措施公佈後，由於全民核酸檢測亦在進行，加上完成時間進一步縮短，令各站點平均人流增加，高峰時段輪候往往超逾一小時。另外，在全民核檢進行期間，可選擇的自費站點有所減少，交通往來加上輪候時間往往需數小時，有關措施令不少博彩從業員於疫情下承受更大壓力。他建議當局協調博企推出友善措施，包括於現有的博企檢測站點內增設員工專區，並針對輪班工作的行業特性，在措施推行期間延長服務時段；同時，在有條件的情況下，安排員工於辦工時間內分批進行檢測，減少人群聚集所產生的傳播風險。措施實行期間，相關核檢費用需由員工墊支，再向博企報銷，建議博企與核檢公司直接進行結算，減少對博彩從業員業造成的不便及節省行政成本。
澳門工會聯合總會博企員工協會總幹事蔡錦富稱，疫情嚴峻支持措施可保障賭場員工安全，但近 2天收到員工反映未能預約自費核檢，感到徬徨，他樂見政府因應實際情況非常快調整措施，公布 7月 1日起實施後，相信可以較好處理員工擔憂影響上班的問題。蔡錦富稱，全民核檢工作量大，有博企員工反映原先成功預約在自費站核檢，但到達自費站後看到告示稱，自費站改為全民核檢站，亦未能改約其他自費站核檢。他稱 6家博企都設有核檢站，有否條件可設立博企員工核檢站點，讓員工可在公司核檢。

### 傳博企有限度營運 突推休假方案引關注
6月30日晚上，坊間有傳政府推出娛樂場新措施，要求博企減少運作的賭枱，執行有限度服務，以減少員工的流動性。立法會直選議員梁孫旭表示，有關的訊息雖然未得到官方的證實，但昨夜已收入多間博企員工反映，公司突然推出員工特別休假方案，鼓勵員工從7月1日起申請年假、親子假、半薪假、補假、疫情休假等假期，倘員工連續放假七天，則可額外獲得一天的假期。有關的消息引起博彩從業員高度關注，特別休假方案的參與對象除了涉及娛樂場場面員工之外，亦鼓勵行政人員申請，不少員工反映在有一定收入的條件下願意參與計劃，希望透過有關措施，減少傳播風險，讓本澳疫情盡快清零，推動經濟復蘇。

### 博監局籲博企配合指引減少人流聚集及流動
7月1日，博彩監察協調局呼籲博企配合衛生當局的防疫指引。衛生局的指引，要求娛樂場工作人員上班前當天的快速原檢測為陰性，若為黃碼或紅碼不可上班。網傳博監局要求博企調整員工上班數量，博監局回覆澳廣視新聞查詢時表示，呼籲博企配合衛生當局的防疫指引，加強防疫工作，減少人流聚集及人員流動，保障僱員及客人的安全。

### 經財司解釋不關賭場原因
在7月3日防疫記者會上，經濟財政司司長李偉農回應是否關閉賭場時稱，防疫須考慮市民安全及健康，但也要顧及很多人的「飯碗」。他又稱，雖病毒在變化中，但現在有條件可以精準應對。政府亦多次提及，如果娛樂場有個案且能找到因果關係下，經流行病調查發現有娛樂場為感染源頭的話，政府一定要採取措施。在具備條件下，防疫措施的實施亦須盡量考慮大部分僱員的飯碗。李偉農又表示，至今政府沒有限制或收回賭枱，只是呼籲六間博企配合政府工作，儘量配合防疫措施，減少人員流動。他又指，於6月30日六間博企大概有1萬9千人員上班，而在7月1日，據統計則只有8千人上班。

### 娛樂場因“靜止措施”關閉
在7月9日防疫記者會上，行政法務司司長張永春宣佈，由7月11日（下週一）零時至7月18日零時，澳門將會暫停所有從事工商業公司和場所的運作，但維持社會必要運作以及居民生活所需的公司或場所不會受到影響。張永春表示，所有工商場所關閉，包括娛樂場，但維持社會運作必須的水、電、電訊、公交服務等將維持特別服務，而市民維生必須的地方，包括街市、超市、餐廳、外賣業等亦維持服務。
在7月16日防疫記者會上，行政長官批示｢相對靜止｣狀態再延五天，有傳媒關注澳門所有賭場是否繼續關閉。行政法務司司長張永春回應稱，｢相對靜止｣狀態的相關防疫措施無改變，只是延長了日期，當中包括賭場亦須繼續關閉。

### 賭場「鞏固期」下恢復有限度開放
7月20日防疫記者會上，衛生局局長羅奕龍表示，“鞏固期”內全澳娛樂場將有限度開放，但強調需符合嚴格防疫措施，在恢復運作前對環境和物件進行一次徹底的清潔消毒，尤其是經常被觸摸的表面及物件；同一時間內不超過平時50%的人員上班；除飲水等短暫行為外，不能有進食等不佩戴口罩的活動（可安排單人單間進行除外）。社會文化司司長歐陽瑜解釋時稱，賭場關閉之前，已經過一段時間實踐，由當局及監管部門確認，賭場內的冷氣設施及清潔的情況，符合相關規定，但商場內的設施就未能保證，因此現階段就未能允許營業，但若屬商場內有維生需要的店鋪可以營業。
博彩監察協調局表示，澳門於7月23日零時起進入疫情防控｢鞏固期｣，｢鞏固期｣內全澳娛樂場將有限度開放，但須嚴格執行衛生當局的防疫指引內相關措施。博彩監察協調局人員到娛樂場進行巡查，監察防疫措施的落實情況，確保衛生安全。在恢復運作前必須遵守行政長官根據《傳染病防治法》而作出的有關批示，以及衛生生當局的各項防疫指引內相關措施，尤其包括對各項娛樂場設施進行徹底清潔消毒、提醒員工佩戴KN95或以上標準的口罩、進場時出示綠色健康碼及測體溫、博彩桌座位及博彩機保持適當的防疫距離等。

## 防疫環節存在不同方面漏洞
6月24日，澳門地區發展促進會、澳門社會綜合研究學會及國際（澳門）學術研究院發新聞稿，特區政府雖迅速應對處理，惟部分環節仍存在漏洞，促當局儘快完善相關防疫政策。澳門地區發展促進會會長陳德勝認為，政府當局應對相關問題場所應採取統一防疫標準處理，以示公平，只有這樣，才給予居民信心。在涉及危害公眾安全方面，應以市民安全為首要任務，不能有任何借口。又認為重點區域檢測不應用十合一的檢測方法，要精準爭取時間去找出確診者才是最重要，政府要改變方法去防疫。亦建議當局為各大廈制訂相關防疫培訓和指引，以加強社區安全。社會綜合研究學會會長葛萬金指出，疫情至今隔離酒店總存在各式各樣的防疫漏洞，令人擔憂。故他建議，隔離酒店的秩序須加強以防止病毒流入社會；當局須加快公佈感染者的行縱，令關連居民及朋友及早防範。他又認為，對於出現感染者的飲宴群組，政府須徹查其名單，不能遺留任何一個有機會感染的人士以防範疫情在社區擴散。學研院院長兼政策研究主任高勝文表示，連日收到多名核檢義工反映，相關義工工作缺乏前瞻性和統一協調，且培訓與支援不足，有意見認為必須儘快完善，以恆常和提升義工服務。他又稱，日前出現的採樣醫護人員染疫事件，說明前線工作人員和核檢義工屬高危工作。當局應為有關人員提供足夠的指引、流程、培訓、防護裝備和後續支援等，必要時需閉環管理，以減低病毒傳播及染疫風險，保障前線人員安全。

### 社會人士批評政府抗疫不當
7月7日，傳新澳門協會理事長兼立法會議員林宇滔接受力報訪問時，批評政府繼續「佛系抗疫」，清零目標只會遙遙無期，倡當局應該實行更積極或嚴厲的措施，根據預案開展全面分區管控，才是當務之急的控疫工作。林宇滔表示，其實政府方面從來都沒有封城的計劃，但在預案中是有網格化的分區管控計劃，或是實行一些禁止非必要出行的進一步措施，已是迫在眉睫。自疫情發生兩年多以來，對本澳各行各業的影響巨大，而今輪疫情更為嚴峻，行政長官所頒布的關閉娛樂場所和禁止堂食的行政命令都是未設完結期限，不像以往般只是14日；然而今輪疫情至今已是第三周，不少商戶或市民的抗疫情緒已瀕臨崩潰邊緣。他形容，在當局的「佛系抗疫」下，今輪疫情要達至清零仍未見曙光，更可謂是白白浪費了過去三周的時間。

## 人民日報海外網非法干預澳門防疫政策
7月5日，人民日報海外網發佈評論文章，標題為“病毒面前沒有優等生幸運兒”，起初讚揚澳門初期的防疫措施，文章後段更不點名大力批評澳門部分防疫政策和措施。文章指出，澳門全城抗疫超過半個月，真實情況反映出陽性感染者破千、山頂醫院出現一定程度的院內感染、四季名店發生聚集性疫情、養老院「失守」、首現病亡者等等。嚴峻的現實再一次證明，在詭異狡猾的病毒面前，沒有所謂優等生、幸運兒，唯一需要有也必須有的，是當機立斷決策、堅定不移執行、以快制快出手文章起初提到澳門特區政府決策及時，預案周詳，調遣到位，沒有出現大規模集中爆發，沒有出現搶購、斷貨等民生保障危機恐慌，社會運行總體平穩。但Omicron 變異株 BA.5.1來勢洶洶，傳播速度快加上潛伏期短，力爭做到決策準、出手快、效率高。
但另一方面批評澳門特區政府做法還不盡如人意，指出最關鍵的是本輪疫情雖事發突然，卻不是意料之外，更不是一場無準備之仗，澳門事先做了預案、開展了演練、調集了資源，大家共同的感受是，目前有關防疫措施不夠嚴格及時緊湊，顧慮頗多。文章指政府透過全民核檢與抗原自測等多方面防疫措施相結合下，在疫情來勢洶洶的情況下得以有條不紊地推進實施。但是，問題和質疑也急需引起重視，及時修正。只有正視問題，不存僥倖心理，不迴避困難，緊扣問題果斷出台措施，堅定執行不搖擺，才能跟病毒正面交手，並在盡量短的時間內取得全勝。

## 疫下政府部門人員阻撓記者發問和採訪

### 衛生局人員在防疫記者會上阻撓記者發問
在近日防疫記者會上，有衛生局公關人員多次打斷記者發問，甚至搶去記者手上的咪高峰，又在記者會開始前指點記者的提問方向，如要求記者不要追問單一個案、要循政策大方向發問等。
7月1日，澳門傳媒工作者協會（下稱傳協）發聲明指局方的安排毫不尊重新聞自由，嚴重干預記者正常採訪表示遺憾並予以譴責，促請局方儘快糾正有關行為。傳協重申，記者的提問並非如衛生局局長所言出於個人的「好奇心」，而是公眾利益。對於局方在記者會上設立諸多限制，甚至發生「搶咪」事件，試圖向記者訓話、指點提問方向，本會表示憤慨和不能接受，這不但侮辱了新聞工作者的專業，同時亦有損特區政府的聲譽和形象。傳協指出，疫情期間，政府的查詢熱線異常繁忙，新聞機構每日都收到市民大量的查詢和求助。記者只能透過每日的防疫新聞發佈會，就市民關注的各項措施向政府官員提出疑問，了解政策合理性及執行細節，及時澄清資訊。每個感染個案的行程追蹤涉及傳播途徑及可能的防疫漏洞，其他個案背後往往代表著有一批市民正陷於困境，等待政府給出解決方案。個案與政策是否具有新聞價值，是否值得提問，應由記者自行判斷。傳協亦促請新冠病毒感染應變協調中心完善資訊發佈機制，增加透明度和及時性。凡有新的重大措施出台，當局應安排於防疫記者會上解說詳情，而非單向發佈，凌晨才發新聞稿。以第一次重點區域檢測措施為例，由於資訊發佈倉促混亂，令許多市民無所適從，記者也無法及時向當局釐清狀況，讓公眾知悉。疫情期間每日瞬息萬變，遇有突發事件當局應主動通報（如健康碼故障）或加快回覆記者查詢的流程，而非僵化的必須等到防疫記者會才回應。

### 警方不當阻撓記者合法採訪
傳協亦稱，連日來有前線記者在紅碼區封鎖線外正常拍攝採訪，受到警員不當阻撓，甚至被呼喝不准拍攝，干預和驅趕程度比去年疫情期間有變本加厲的跡象。本會必須指出，封鎖線外所有人的行動均是自由的﹐到紅碼區外拍攝、採訪是記者職責。傳協引用《出版法》明確賦予新聞工作者享有接近資訊來源的自由，當局無權阻撓，警方不應用沒有法律依據的手段影響記者正常工作。

## 市民要求私人企業停工惹爭議
自疫情爆發後，政府呼籲市民減少外出，非必要企業停工和停業，政府部門亦同時暫停非必要對外服務；但是私人企業至今仍照常上班，不少雙職家庭父母一日在外接觸上百人，染疫風險高。對於私人企業是否要求停工？
在6月26日防疫記者會上，社會文化司司長歐陽瑜表示，現時的疫情與2020年初不同，因為現時全民疫苗接種率已達九成，Omicron的特性與以往病毒株亦不同。歐陽瑜表示，2020年疫情之初連核檢都沒有，也沒有快速檢測，當時唯一手段是全部停工。現時則會結合不同手段，以疫苗、藥物、Omicron特性來作出研判，作出需要採取的措施。抗疫會影響市民，但不希望影響很大，最簡單方法當然係全部人留在屋企，她反問「但這是否最好的方法呢？」，她指抗疫措施會對市民造成影響，冀無須工作的居民留在家中抗疫。衛生局局長羅奕龍表示，目前是關鍵時候，希望私人企業或機構僱主儘量讓員工居家工作，減少僱員往返工作地點，特區政府決定暫時關閉公共部門非緊急服務，就是想釋出信息，讓私人企業跟隨。

### 黃碼人士上班可與僱主要求和協商
新型冠狀病毒感染應變協調中心 (下稱應變協調中心) 表示，澳門健康碼為黃碼人士須按時進行核酸檢測，遵守包括實施離境限制、密切健康監測及自我健康管理等措施；但當局已就澳門健康碼為黃碼人士的風險程度做出充分評估，澳門健康碼為黃碼人士在遵守相關防疫安排的同時，在與僱主或部門主管溝通後可上班參加工作。應變協調中心表示，澳門健康碼為黃碼人士在自我健康管理期間，須主動向僱主或部門主管通報情況，由僱主或部門主管為該人士在工作期間作出適當的防疫安排，包括監督定期核酸檢測及抗原檢測 (根據風險決定檢測頻次，最好每天一次，連續 5 天)、戴好口罩 (最好為 KN95 或以上標準的口罩)、避免在不戴口罩的情況下和他人近距離共處和接觸公眾、做好經常接觸的環境表面清潔消毒工作。適當時，安排相對獨立的工作空間。

### 兩地盤現群組感染仍不停工
6月27日，有傳媒關注到目前有涉及兩地盤 (新濠影匯二期和銀河四期地盤) 爆發的群組感染，被問到會否要求本澳地盤停工時，衛生局傳染病防控處處長梁亦好表示，兩地盤的群組是與順利樓群組有關聯，而目前暫未見到相關群組有再擴展的趨勢，亦已經告知相關地盤負責人要求他們遵守當局的防疫指示。

### 建築地盤或工程有工人感染陽性須停工
6月28日，公共建設局和土地工務局宣佈，為進一步嚴格控制疫情傳播風險，由6月29日開始，一旦地盤有工人確診，將通報衛生局，並要求有工人確診的地盤必須停工。配合特區政府總體防疫工作，參考衛生局發出相關工作場所的指引規定，公共建設局及土地工務局要求，公共及私人工程的地盤必須落實及採取各項嚴格的防疫措施，包括要求人員每天上班前，均須進行自我快速抗原檢測，結果為陰性並上傳至申報平台後，才可進入地盤；如抗原結果為陽性，應立即申報及通知消防局，同住人員均不能外出。此外，由7月1日上午7時起，進入地盤的人員均須持有48小時（即採樣日及之後2天）內核酸檢測陰性證明，持有健康碼綠碼。

### 動態研判疫情再統一公布需要更強防疫措施
6月30日防疫記者會上，被問及今早核檢站人群聚集會否令新冠病例增加，是否需要停工。衛生局傳染病防控處處長梁亦好回應稱，要根據疫情狀況等動態研判，若需更強防疫措施，會統一公布。她稱難預測病例數會否上升，本澳過去幾日病例數有波動，慶幸是維持在 100宗以下，但現時仍有好多隱形傳播鏈，當局一直好擔心，所以呼籲市民非必要不要外出，以及要按要求在7月1日和2日繼續做自我快速抗原檢測。

### 議員倡非必要行業停工停業抗疫
7月1日，立法會直選議員林宇滔提出書面質詢，指該輪疫情仍未受控，促請當局做好限制人員流動和停工措施。在書面質詢中提到，在6月30日上午，澳門多個自費核檢站大排長龍輪候做核檢，場面混亂，加上人群聚集，必然導致病毒傳播，當局其後宣布取消進入賭場及地盤人員須持 48小時核檢陰性證明要求。他認為，多次全民核檢及自我快速抗原檢測結果，顯示本澳社會仍有數量不少的傳染源頭，疫情至今仍未獲得有效控制，其中一大原因是目前限制人員流動的措施未收效，疫情若無法在短時間內受控，當局會否請求中央支援，以及明確要求包括賭場及建築工地等非必要的行業全面停工停業等，他並促請政府推出新的經援措施。

## 電召的士司機發起集體慢駛行動
6月27日，一班電召的士司機發起集體慢駛行動，數十架電召的士於宋玉生廣場一帶慢駛，形成長長車龍；據悉有關電召的士司機希望目前在疫情嚴峻情況下，電召的士公司可免除的士租金，讓司機有條件停工，透過是次慢駛向公司表達訴求。有業界人表示，據悉電召的士與政府簽訂合約中是需約維持每日有一定百份比的士營業，但認為目前疫情嚴重，應可特別處理，首要還是保障司機安全，做好抗疫。而電召的士公司6月26日亦發出新聞稿表示，於6月19日已先後宣布暫緩管理費調整，於6月23日再給予相關費用減免政策。而為降低電召司機因接載黃碼人士產生感染的風險，特別啟動五輛臨時抗疫車專線免費接送黃碼人士使用，有關成本由公司自行承擔；且亦向屬下司機提供包括所有車輛的防疫物資補給，免費提供清潔消毒車輛及優先為司機提供隔離衣等，以減低司機感染風險。電的公司又指，對於司機表達的有關訴求，會再積極研究，尋求雙方合理的解決方案。

## 公園休憩區已圍封但仍有人群聚 警員勸離被指欠阻嚇
自疫情爆發以來，政府已多次呼籲居民非必要不外出，減少人員流動；市政署轄下各區公園及休憩區等場所亦於6月19日起暫停對外開放，以配合疫情防控工作。但有傳媒走訪位於北區的南澳休憩區、祐漢第四街休憩區、祐漢新邨第八街休憩區，發現雖已被圍封，當眼位置亦已貼上“暫停開放”等通告。惟現場所見，天氣相當炎熱，仍有個別人士停留休憩、下棋，甚而出現人流聚集。部分人士拉低口罩，有的吸煙、有的用膳、有的就近期政府防疫措施高談闊論，好不熱鬧。經過的途人只能急步離開。市政署早已呼籲市民配合防疫工作，切勿擅自闖入公園及休憩區，否則將被檢控和處罰，但似乎不具阻嚇力。有警員用“大聲公”要求有關人士離開及不要停留聚集，惟效果不彰，警員離開後便情況依舊，增加疫情傳播風險。

## 疫下渠道積累大量垃圾易增加疫情傳播風險
自6‧19疫情爆發以來，市政署持續加強下水道及市政泵站的疏通及清理工作，確保排水系統運作暢順，避免因渠道淤塞引起的疫情傳播風險。市政署在6月19日至27日期間，在公共下水道發現大量毛巾、口罩等一類生活垃圾，不單嚴重影響下水道運作，更容易導致污水反湧，增加社區疫情傳播風險。市政署強烈呼籲市民切勿將生活垃圾排入渠道，尤其勿將垃圾拋棄於便廁排至渠道，部分垃圾體積較大，容易纏繞及堵塞大廈內渠、公共下水道，下水道一旦淤塞便容易造成污水反湧，加劇社區疫情傳播風險。

## 巴士減班和限制載客量惹批評
6月下旬，交通事務局宣佈因應社會人流減少決定減少巴士班次，但巴士減班對部分巴士路線沒帶來正面效果，反而一些往返澳門和離島的巴士路線較為擁擠。7月7日晚上，因應一名於新福利任職的車長染疫，交通事務局宣佈公共巴士載客量限制於60%以內，當車廂客量超過六成，當車廂客量超過60%，巴士車長便不會再上客及飛站，但司機會盡快通報公司加開特班車去上述站點。 兩巴均表示將根據客流增派特班車疏導，特別是早晚高峰時段安排特班車疏導，並會準備後備車輛疏導乘客。
這一措施引起了不少市民的質疑和批抨，不少人認為雖然目的是防疫，但實際是一場“show”(做秀)、車長如何評估六成、會否使乘客迫滿始發站等。對於該措施，市民亦反應好壞參半。有市民認為該措施難真正落實，「無用」；亦有市民認為有助減低病毒傳播風險。措施公佈後，有身為醫護人員的市民反映，自己居住在氹仔，但每逢周一至五清晨上班的班次都必定爆滿，認為該措施僅如亞馬喇前地總站這種大型中轉站能做到，因為現場有工作人員協助監管；而在一些小型巴士站完全沒有工作人員，無人去管，所以無用。但這些措施存在不少的疑問，就如載客量六成的標準到底怎樣得出？由誰去計算車上人數，難道是那位又要開車又要檢查綠碼的車長嗎？在7月8日疫情記者會上，多名記者問及相關的問題，但衛生局局長羅奕龍表示有關問題待有關部門以新聞稿回覆，至7月8日晚上8時仍未有交通事務局的回應。

## 佩帶KN95或N95以外的其他高規格防疫口罩惹犯法陷阱
7月11日起，市民非因維生需要出門或不戴 KN95或以上規格口罩將違法。現時不少市民都有使用KF94口罩。7月9日晚上，藥物監督管理局發出新聞稿指，KF94口罩的性能指標並不高於KN95口罩或N95口罩。但有社交平台專頁則指出，數據顯示，KF94口罩的過濾率較KN95及N95口罩要高，引起網民瘋傳，並表示︰「有常識的澳門人都知，偏偏是政府不知道」。
至於當局是否仍堅持7月11日起只能使用KN95或N95口罩？衛生局局長羅奕龍回應稱，衛生局及藥監局已發稿清晰說明，市面上有不同標準及類型口罩，質量不一，若不設定標準，執法人員較難識別不同口罩是否符合標準，故從可操作性考慮去推行。他強調，規定口罩使用標準只是很短的期間，是一項特別規定，不是長期規定。外科口罩、其他標準的口罩，在疫情過去後仍可使用。在關鍵時期，政府一定要提供可供識別標準予執法人員，望市民配合及理解。
不少市民反映，KN95不貼面，容易漏氣，擔心防護性能會大打折扣。羅奕龍表示，任何口罩，都涉及使用正確，他認為正確使用不會漏氣或產生空隙，舉例如醫護人員都是使用N95及KN95口罩，沒有存在不合面型的問題，但會發佈教育戴N95及KN95口罩的短片及圖文包。
7月11日凌晨，衛生局發出新聞稿，進一步說明 KN95或以上標準口罩的要求，指出口罩外面要印有 N95、KN95或 GB19083標誌，耳掛或頭戴式、醫用或非醫用均可。而濾芯有 N95、N99或 N100標誌的防毒面具式呼吸防護裝置，以及動力輔助空氣淨化呼吸器亦符合要求。同時列明不合要求的口罩，分別是有排氣閥或電子式的口罩，以及無 N95、KN95或 GB19083標誌的外科口罩、布口罩、普通工業用杯型口罩、KF94口罩等。
7月25日防疫記者會上，有記者反映酷熱天氣下佩帶KN95或以上標準口罩非常焗促， 衛生局山頂醫院醫務主任李偉成稱，隨著疫情緩和，當局會繼續研判是否要求市民繼續戴 KN95或以上的口罩，他亦呼籲現時天氣炎熱，市民在戶外活動及工作時要要補充足夠水分，他形容市民保護意識良好，醫院至今沒接收到中暑個案。 對於政府何時不再規定市民佩戴「KN95口罩」？仁伯爵綜合醫院醫務主任李偉成回應，隨著疫情緩和，相信當局繼續研判是否要求市民必定佩戴KN95或以上標準的口罩。續稱：「在『鞏固期』，我們繼續監測社區有否可能存在隱形傳播鏈。事實證明，佩戴『KN95口罩』是更好預防疾病的傳播。」

## 超市再度標錯價
7月10日，經濟及科技發展局得悉網上流傳新苗超級市場某分店一份黃金白菜商品標價顯示過百澳門元，局長戴建業在防疫記者會上表示，經澳門消費者委員會調查，超市方聲稱是由於供應商把每百克的標價打錯導致相關，超市已在已於網上致歉，並承諾超市未來將加緊注意有關情況。 新苗超市其後發出聲明，指因應近日網上關注貨品價格事件，店舖支援團隊與前線同事溝通，引起討論的個案的確是忙中有錯。並表示，由於居民近日採購量較多，雖然人手減少但為免居民覺得貨源不足，該公司希望以最短時間補貨，以穩定社會對物資供應的信心。未來店舖團隊會繼續努力服務顧客。
同日 (7月10日)，有網民拍到來來超級市場聯薪廣場分店售賣$209/4個裝“高價”Zespri金奇異果，來來超市發聲明，已第一時間向該分店同事了解，並查得因前線同事一時錯手，誤把之前做特價$209/盒22裝的金奇異果價錢貼在4個裝金奇異果包裝上。該公司得悉後已立即處理該錯誤價格標籤貨品，並督促全體前線員工需嚴謹處事。來來超市指出，這次確是一次前線同事的重大疏忽，為此帶來居民大眾任何誤會，實非有意為之，作出誠懇的致歉。此後將盡力改善相關同類問題，希望不會再有同類事件發生。最後，再次向受影響的顧客衷心表達歉意。

## 相對靜止化下打工仔“手停口停”
7月9日，行政長官批示7月11日0時至7月18日0時，全澳所有非必要工商業場所將關閉一周，當中包括娛樂場。澳門博彩力量協會主席劉家榮於7月10日接受本地傳媒受訪時表示，據了解，六大博企娛樂場於7月9日已將賭枱、籌碼等全部清點，並繳交帳房。博企為配合政府要求，推出自願性休假計劃，呼籲未安排下周值勤的員工申請一次性「疫情休假」年假或補假等休假，而不休假的員工，博企會將員工調配至其他崗位，如核酸站、隔離酒店工作人員等。
經濟財政司司長李偉農在7月9日疫情記者會上亦表示，根據《勞動關係法》，僱主在停工的狀態下，無需支付有關薪酬，但強調在特殊時期，僱主和僱員可自行協商，希望雙方能互相理解。劉家榮表示，上述政策引起社會巨大爭議，「打工仔」每月依靠月薪來維持生活開支，如償還貸款、供養父母、水電費等日常開支，若「手停等於口停」，並不是每個僱員都有條件停工七日，若家庭為雙職家庭，更是會失去14日的薪資，劉家榮認為政府應在百億經援措施中，調整僱員補貼的適用範圍。
政府現時實行「相對靜止」狀態，非必要場所停業、賭場和巴士停運，市民停工以配合防疫，卻要求全澳近70萬人每日出門聚集做全民核檢，政策之間存在自相矛盾的情況。劉家榮指，大部分僱員明白停工七日是防疫手段，市民樂盡公民責任，但對該政策信心不大，質疑政府的政策是否真的能起到社會面清零的作用？社會許多意見指政府應在疫情初期實行封城措施，現時本澳確診案例不斷上升，認為當局朝令夕改的政策，導致錯過最佳防疫時機，市民不應承受政府抗疫不力的後果。

## 全澳“靜止”期間相關問題

### 計劃目的之質疑
7月3日防疫記者會上，社會文化司司長歐陽瑜稱特區政府非萬不得已不會強制全城「禁止」，又稱其代價非常大，希望市民減少外出。她又表示無論停工或全城「靜止」特區政府都有慮過，而於7月2日的行政長官賀一誠與所有司長舉行政務會議時也曾討論這些議題。若實施了新一輪防疫措施，感染數據仍上升，如「井噴式」般增加的話，特區政府便不排除採取其他措施，包如何使全城「靜止」。她認為，全城「靜止」不簡單，包括物資配送、市民心理建設等的問題。她又稱，政府一直研判可否有其他手段遏止疫情快速擴散，希望在未來六日可以做到有效壓低感染個案。若疫情控制在平穩狀態則會繼續按部就班去實施現時防疫案中的各項方案。歐陽瑜又表示，在與上海的專家進行溝通後，比對澳門與上海的情況，澳門今次抗疫比上海更加難，發現澳門這次疫情的病毒較上海的傳染得更快，潛伏期更短，需要市民高度配合。她又指，目前是抗疫最關鍵時刻，如果這個星期的措施運作良好，市民予以配合，將會令抗疫工作更加暢順。「抗疫很難，大家都好辛苦，再次感謝市民、前線人員和傳媒的支持和配合。

### 全城靜止化實質上就是“封城”與“禁足”
7月9日，行政長官頒布批示，全澳將會暫停所有從事工商業公司和場所的運作，但維持社會必要運作以及居民生活所需的公司或場所不會受到影響。所有工商場所關閉，包括娛樂場，但維持社會運作必須的水、電、電訊、公交服務等將維持特別服務，而市民維生必須的地方，包括街市、超市、餐廳、外賣業等亦維持服務，他呼籲市民無須搶購物資。如違反有關規定，按《傳染病防治法》第30條第4款規定，最高可被判2年徒刑及科處240日罰金。張永春表示，特區政府感謝廣大市民一直以來對抗疫工作的全力支持和配合，希望大家共同努力，盡量減少非必要的人員流動，將病毒傳播的風險降到最低，早日實現「動態清零」的防疫目標，早日恢復社會的正常運作。並強調相關措施是將澳門進入靜止狀態，而不是「網格化」、「封城」、全民禁足以及「Lockdown」。

### “特許工作證”發出條件忽視部分人群
7月11日0時起，澳門進入全域“相對靜止管理”措施，部分在娛樂場任職的市民因沒有“特許工作證”而未能乘搭巴士，她稱賭場仍有少數人要留守，期望政府完善政策。

### 部分長者求醫但被拒登車
7月11日，有長者想去山頂醫院求診，即使出示相關證明文件，但仍被拒上巴士，唯有步行上山頂醫院，中途由於太累想停下休息片刻，卻馬上有警員查問及驅趕。在同日疫情記者會上，有記者問及有關情況，交通事務局及治安警察局代表均表示，指乘客只要出示紙本或電子本資料便可，在醫院出來亦不會拒絕上車，巴士公司有派員在鏡湖醫院或公立醫院維持秩序。當局亦會持續和巴士公司不斷優化上車檢視情況。
根據香港有線新聞的報道，該名長者當天想去山頂醫院求診，即使出示相關證明文件，但仍被拒上巴士，唯有步行上山頂醫院，中途由於太累想停下休息片刻，卻馬上有警員查問及驅趕。警員當時對長者表示去看醫生可到山頂醫院，該名長者王先生表示：「未夠時間覆診，即是坐在這裏也不可以？」警員：「你不要在街上逗留。」王先生：「沒有工作證明不能上（巴士），（不是，看醫生可以上巴士），不准許，我出示了證明文件。剛剛走到很累，就坐在這裏一會，五分鐘也未夠。」
對於相關事件，山頂醫院醫務主任李偉成呼籲居民，不要因為擔心不能乘搭公交而不去醫院求醫，耽誤治療對病人身體會造成二次傷害。他提醒病人就醫後保留當日處方憑條，如無任何憑條，公立醫院醫生可出示就診證明，以便市民乘搭巴士返回住所。李偉成表示，對於恆常需到醫院使用醫療服務的病人，例如癌症病人需要乘坐巴士時，最好提供憑證，例如預約抽血的憑條、預約門診憑條，向巴士司機出示。如果沒有預約憑條的病人，例如一周需要洗腎3次的病人，衛生局可以協助發出憑條，方便病人乘搭巴士，以免病人延誤治療。他又相信市民理解今次措施的目的，主要是為了減少人流，希望市民同心抗疫。
7月12日，衛生局宣佈就社會「相對靜止」狀態期間，對於恆常需到仁伯爵綜合醫院使用醫療服務的居民安排。若需要乘坐公共交通工具時，可向司機出示預約提示短訊、預約憑條（如預約抽血憑條、預約門診憑條或預約領藥憑條等）或電子憑條（一戶通-我的健康-預約情況）。另對於有需要乘坐巴士但沒有預約憑條的急診求診人士，可致電 8390-3600 聯絡仁伯爵綜合醫院工作人員進行登記，醫院將向其發出急診求診短訊憑證（2小時內有效），乘坐巴士時可向司機出示有關短訊憑證。而至於離開醫院欲返家的市民，則可向司機出示預約憑條、短訊或就診證明等，居民不會因有關防疫措施而延誤治療。另考慮到病人身體情況，每名前往醫院的求診者可由一名家屬陪同上車。

### “特許工作證”犯法行為惹警方關注
7月11日防疫記者會上，有傳媒關注當局至今共發出多少張｢特許工作證｣，警察總局回應稱，目前發出約63,000張｢特許工作證｣。對於網上流傳有人試圖｢買證｣的情況，警方強調，任何買賣、偽造、使用他人的｢特許工作證｣均有可能違法並負上刑事責任，呼籲切勿以身試法。

### 落街放狗大小便亦屬違法
7月10日防疫記者會上，治安警代表表示，落街放狗不符合維持生命活動必要的行為。也就是說，「靜止令」生效後，落街放狗大小便即屬違法，最高可判囚兩年。有議員向市政署查詢後，認為為解決狗隻合理生理需求屬必要出行，有關貼文令不少狗主放下心頭大石。7月11日防疫記者會上，治安警察局公共關係處處長李德輝重申，落街放狗的行為不符合批示的例外情況，而有關部門今日發出的新聞稿與警方昨日所表達的立場相符。換言之，在這七日「相對靜止」期內，落街放狗大小便仍屬違法行為。
市政署在7月11日中午亦發出新聞稱表示：「配合相關行政長官批示維持居民基本維生所需的活動，暫停非必要的商業活動運作，但不影響飼主帶動物求診的合理出行需求，呼籲飼主求診時須依循衛生部門的防疫指引。」
7月13日，海關檢控三男女違反防疫措施，其中一宗個案是關於一名女子在在青洲河邊馬路「散步」。社交平台上有據稱是事主家屬的市民反映，已用盡所有方法令十多歲的老狗嘗試在家中便溺，但試了兩日仍然無效，無奈之下，唯有半夜落街放狗，結果就被海關截查。就有關事件，有記者今日的疫情記招上問及，海關的上述新聞稿，並沒有提及檢控前有否先勸喻再檢控，這是否與警方的執法標準不一致？治安警察局公共關係處處長李德輝回應時並無否認有關個案就是涉及上述市民落街放狗便溺，只稱︰「人才是刑事犯罪的主體，是人違反行政長官批示和傳染病防治法才會被檢控，才會以現行犯的情況作處理」。至於執法標準方面，李德輝稱，具體有好多不同情況，需要由現場執法人員作判斷，例如口罩只是歪了就勸喻，但如果身上連口罩都沒有，好明顯就是不同的情況。
7月14日疫情記者會上，有澳廣視葡文台葡語新聞記者指獸醫認為犬隻等寵物不能外出便溺的措施不利犬隻健康，同時假如犬隻在家便溺後把便溺物集中棄掉，擔心會增加公共衛生風險。衛生局傳染病防控處處長梁亦好及回應稱，對於犬隻排便是否影響犬隻健康的問題，不便提供意見。但她稱，所有垃圾只要妥善處理，對公共衛生影響相當低。
7月19日，相對靜止措施進入第九天，有不少狗主反映，家中犬隻終於忍到大小便出血，而且犬隻因為知道無法出街小便，因此更不願意飲水導致情況更加惡化。不少市民都批評政府措施無人性，帶頭虐待動物。凌晨時分落街放狗便溺速去速回也不行，但每日街上人頭湧湧對疫情影響不是更大嗎？而且不少人看到狗主放狗便溺就馬上偷拍並放上網公審。有狗主直言︰「遇到啲仇狗X仲衰過警察」。有狗主慨嘆，放狗大小便而已，比做賊更慘。市政署在推出寵物暫托及醫療輔助服務後，惹起不少狗主的憤怒，認為這只是轉移視線，根本無法解決狗隻排便的問題。即使是健康的狗隻，去到一個陌生空間亦容易出現分離焦慮，可能會不吃不喝，而且狗房環境惡劣，人手不足，只有7名獸醫，對於年老的狗隻而言，無疑是絕路。有市民反映當年自己到狗房領養狗隻的經驗，實情是慘不忍睹；有市民表示，早前家人深夜放狗便溺被執法人員截獲，現時還未知是否告得成，但已經不敢再出去。現時唯有迫狗隻多進食，食到忍不住要排便為止；另有狗主表示，家中老狗已經達14歲高齡，患有白內障以及聽力幾乎全失，根本不可能做到如政府所言，訓練狗隻養成在家中大小便的習慣。她表示，自己已經豁去，所以要拉要鎖悉隨尊便。

### 社會人士批評警方做法
7月11日，警方代表在疫情記者會上稱落街放狗便溺屬違法，不少狗主感氣憤及憂心。亦有不少市民認為，若不準狗隻落街便溺有違人道及違反《動物保護法》。然而，警方已再次強調在「相對靜止」期，落街放狗大小二便屬違法；同時，市政署亦稱飼主帶動物求診屬合理出行需求但無提及狗隻能否落街便溺。對於警方突然要求狗隻在不能外出便溺，立法會直選議員林宇滔直批其過分演繹法律、離地、缺常識同理心。他認為，警方可以有執法的態度，但無權演繹法律及法規，法庭才有最終的演繹權。而且澳門有《動物保護法》，狗隻的權益應受保障，他又認為該事件令到原不容易的團結的社會徒添矛盾，希望相關官員反思。
7月12日，有動物保護團體在澳門日報刑登一則新聞特搜，標題為「 寵物禁足礙如廁 特事特辦減爭議」，文章指出：
「政府呼籲居民如無必要不外出，不少居民關注帶寵物上街的問題，執法部門在疫情記者會上強硬表態，相關行為並不允許。
根據行政長官發出的批示，除了生命攸關的問題外，居民應盡量避免外出。外出上街對狗隻而言十分重要，部分犬隻更無法在家如廁，連日不外出可能造成嚴重後果。
雖然疫情嚴峻，但無法外出可能對寵物健康造成影響。若飼主外出購買物資時，按照規定戴好口罩做好防護，並順道放狗，對疫情又會否造成嚴重影響？希望政府能夠網開一面特事特辦，畢竟如廁是寵物應有的生理需求。」
7月13日，有動物保護團體發起聯署，要求府容許市民於「相對靜止令」期間溜狗，相關聯署發起不夠半日，即有逾2,000人參與。聯署內容全文指出：「澳門由7月11日至18日期間全域進『相對靜止』狀態，當中治安警察局表示，日常溜狗活動不符合維持生命活動必要的行為, 換言之，在這七日『相對靜止』期內，落街放狗大小便仍屬違法行為。站於人道立場, 因本澳大部份狗隻慣性在戶外或使用狗公廁便溺，未能短時間能改變其生理習慣在屋內進行，狗隻因而導致嚴重健康問題、甚至死亡。到戶外適當地方便溺實為不少狗隻的基本生理需求。大量市民對當局就該行政命令的演繹表示擔心及焦慮。經過兩天傳媒、動保團體多渠道的查詢，政府相關部門的立場不變。現透過這份聯署，好讓當局知悉此並非個別狗主的要求，而是一眾樂於遵行「澳門特別行政區 第4/2016號法律  《動物保護法》 第十一條」 的負責任市民為心愛寵物爭取的基本權益。同時, 為支持政府抗疫，市民亦樂於配合，全程應單獨出行並配帶KN95口罩，並將溜狗的時間及路程縮至最短。」
7月19日，立法會直選議員林宇滔對“相對靜止”作出質疑，其中「動物禁足」惹起不少的憤怒。他指出，《動物保護法》中的有關對動物提供必要的醫療以及妥善的照顧，均應屬批示所指的「其他緊急原因」。但事實上，該批示在實施中有關「「緊急原因」」的定義便模糊不清。他指出，批示中「其他緊急原因」包括《動物保護法》第十一條第一款六項要求「為受傷或患病的動物提供必要的醫療」。該法同款第七項「為動物提供其他妥善的照顧」，即包括動物無法在家中便溺需到戶外解決生理需求，亦應同屬為批示中的「緊急原因」。

### 單人駕車開窗時應戴口罩
7月12日疫情記者會上，有記者問及駕駛私家車時無戴口罩是否違反「靜止令」？治安警察局公共關係處處長李德輝回應稱，一個人駕駛時如果無開車窗可以不戴，但基於防止病毒傳播及個人受感染風險考慮，若開車窗時則應佩戴。如車廂內多於一人時，則每個人都應該佩戴口罩。

### 承認「靜止」措施影響較大
7月16日下午，政府公布延長“相對靜止”措施至7月22日，應變協調中心發出新聞稿形成「相對靜止」有效，使本輪疫情最終實現社會面清零前必須堅持的措施。市民在得知相關消息後，在網上留言指“荷包已清零，鼻孔已撩穿”；亦有的反問：中小企停工接近一個月，邊個幫佢地交租？是政府嗎？高官防疫政策失敗，廣大市民一齊買單；更有市民批評政府從來沒有關心過市民民生，「只想實現不可能之任務，威給全國看。」，防疫的種種錯漏使市民困擾不已，亦有不少意見批評當局以「陪疫名」不斷剝奪市民的基本權利及自由。應變協調中心新聞稿中，指有關措施行之有效，被批評是懶理兼態度照舊。
7月16日防疫記者會上，行政法務司司長張永春表示，是次措施維持五天是透過這幾輪全民核檢及社會面個案作研判，透過接下來兩輪全民核檢結果，最快7月21日綜合分析決定下一階段的防疫措施是否維持或適度放鬆。張永春強調，延長｢相對靜止｣防疫措施五天經行政長官、政務會議、聽取專家意見，就疫情及防疫措施有效性綜合判斷，｢相對靜止｣對市民日常生活、工商業運作的影響及傷害相當大。

### 稱禁止落街放狗便溺不違法
7月16日防疫記者會上，政府禁止狗主在「相對靜止」期間落街放狗便溺，不少狗主擔心犬隻短期內無法改變生活習慣，會因此出現中尿毒或腸胃病，甚至會抑鬱自殘，有記者在今日疫情記招上問及，若犬隻出現上述情況，狗主是否涉嫌虐待動物，造成這些問題的到底是狗主還是推出禁令的政府違反動保法？行政法務司司長張永春回應，狗主不會因而觸犯法律，又認為此舉不會違反動保法，政府推出的措施是按傳染病防治法，其要求及條件是透過行政長官批示而執行，在此情況是高於其他法律，故他對措施、批示合法性有充足信心。張永春表示，在實行防疫措施的過程中，對人與寵物都帶來不同程度的不便，精神、生活都會受到困擾，這是必然的。故此特區政府在抗疫過程中，不會隨便採取強制性的措施，一切措施均需在謹慎評估後才實行，同時希望狗主在家抗疫期間能訓練狗隻養成在家中大小便的習慣，他稱，倘若狗隻真的無法養成改變習慣，影響生命安全及健康，狗主可聯絡市政署的暫托服務。

### “靜止”期間警方內外執法被標準受質疑
7月16日防疫記者會上，另有記者問及，狗主落街放狗便溺速去速回，對疫情造成的風險應該不會比市民外出購物要高，為何政府堅持不允許寵物外出便溺？張永春稱，理解寵物主人的關心，但強調警方是嚴格按照行政長官批示的規定，是按傳染病防治法的要求來執行，「不存在任何所謂濫權情況」。他又提到，若要實行網格化管控措施，是每一戶在指定時段只有一人可外出，不存在可帶寵物外出的安排，強調現時環境及疫情是無必要，故不會推行此措施，但是在預案中，呼籲寵物主人忍耐一下，希望「相對靜止」階段可盡快結束，可以到相對有限度放鬆階段。
7月16日晚上，網上流傳一段治安警察局人員聚集吸煙的片段。治安警於7月17日回應，經了解，片中的地點是新口岸警司處的內部設施範圍，為劃定的吸煙區，未有發現涉及的人員有違紀或違法行為。為進一步確保人員的安全及加強相關防疫措施，已加強監管措施，嚴格限制在局內吸煙區吸煙的人數。
在7月17日疫情記者會上，對於網傳有治安警人員在“相對靜止”狀態下於警局聚集吸煙的影片。治安警行動及通訊處處長馬超雄表示，有部分人質疑當局執法標準不同，他強調警方執法標準一致，過程亦嚴謹，並特作聲明指局方執法根據行政長官批示所規範是公共地方的人流管制及防疫要求，因此警方一直只針對公共地方開展防疫執法。他強調警方對私人大廈內的平台、會所等空間，一直呼籲相關物業管理機關控制人流和做好防疫措施，警方無權在私人住宅內執法。同時在疫情期間一直嚴格按照政府防疫指引做好內部密閉空間分隔及防疫措施，尤其在人員共同用餐、更衣及休息的空間更要做好防護措施。而當局多年前已依法規定在警局露天範圍內設置吸煙區，在疫情後已限制吸煙區人數及要求保持距離，將進一步加強監管。
在7月17日疫情記者會上，有記者再追問政府推出防疫措施預防疾病傳播風險，但一個市民吸煙就要被檢控，為何八名警員群聚吸煙就無事，到底何者對疫情造成的風險更高？衛生局傳染病防控處處長梁亦好表示，當局已多次清晰呼籲市民，在工作的時候盡量避免聚集，在工作過程要減少同事之間的接觸，即使是吃飯等會除口罩的情況，要與其他同事分隔，保持適當距離，談話過程需要保持佩戴口罩，這在任何場合都是適用的。治安警行動及通訊處處長馬超雄重申相關例子是屬於公共地方，與警局內部設施是兩種不同的性質，不能夠直接對比。又稱︰「希望個別人不要將警務人員和市民放在對立面」，警務人員十分辛苦，不分晝夜做好防疫工作，目的是希望做到「防疫無死角」，從而將疫情風險減到最低，希望公眾理性和客觀看待事件。對於記者追問警員聚眾吸煙對防疫有否問題？是否警方自己挑起警民對立的現象？市民亦有吸煙需求，是否又會在公共地方設立吸煙區？馬超雄回應稱，明白市民對防疫有憂慮，警方已即使採取更嚴格的管制措施，但任何事情都有更加完善的空間。

### 對市民心理壓力的影響
7月17日，“相對靜止管理”進入第七天，有市民擔心在進入「鞏固期」時出現意外的狀況，導致「相對靜止」永無止境。而當局表示「清零期」過後進入｢鞏固期｣時，部分工商活動或可有限度經營，有市民認為在首輪｢相對靜止｣措施期間對生活造成巨大影響，如政府仍要求大部分商戶停工，對市民造成不便之餘，亦會影響全澳「打工仔」生計，若計劃放寬當局將會允許哪些行業運作？希望政府能盡快公布詳細措施。在日常生活上，影響家人身心健康。而家中養寵物的她，認為當局禁止寵物外出便溺的規定對大部分狗主造成影響，若再封七日，是否代表全澳寵物仍需「禁足」七日？希望當局能視乎情況，「動態調整」有關規定。
7月20日疫情記者會上，衛生局局長羅奕龍宣稱，完全明白市民在疫情期間面對精神困擾、壓力。他希望市民理解，政府既顧及市民心理的感受、實際工作生活的需要、社會運作的情況，也鞏固疫情防控的階段成果，定要繼續實施限制措施；否則，過去一個月全社會共同的努力，可能就會白費。他重申，已經接種疫苗的年輕人士，病毒對他們的健康真的影響不大；然而，高齡長者、慢性病患者一旦感染，他們的健康、生命都受影響，政府都要顧及。肯定可以預見，如果容許「Omicron BA.5.1」在社區廣泛傳播，對高齡長者、慢性病患者的威脅極大。「平衡到全社會不同人群的一個考慮，我們都是以市民的生命安全、身體健康作為首要考慮、工作目標，進行疫情防控工作。」羅奕龍又提出，在早期每日新增個案較多時，一定要採取限制較多的手段；當社區發現個案降至很低水平，亦都因應市民的期望，逐步放寬。為免出現死灰復燃，一定在「鞏固期」維持核檢，亦要維持限制，不能立即解除；否則，疫情肯定反彈。

### 物流代收店因“靜止”出現積聚
自澳門進入「相對靜止管理」期長達12天，物流業受到營業限制，代收門店不得營業，快遞服務僅提供有限度經營，業界受到的影響較大。而政府早前曾表示，若在本周達到社會面清零的目標，進入下周的「鞏固期」後，或會允許部分場所恢復運作。有電商物流業界人士指，但物流貨物仍能正常通關，只是代收店禁止營業，貨物無法正常交收。而不同店舖處理貨物標準不一，暫時未有出現「爆倉」的情況，但確實存在代收店貨物積聚的情況。停業雖對物流業界影響深遠，但業界人士指已呼籲應先配合政府政策，停工停業盡快實現社會面清零，耐心等待社會恢復正常運作，才是長遠之計。另外業者又指，期望進入「鞏固期」後快遞物流業和代收行業能重新營運。

### 資深律師批評“相對靜止”防疫政策“荒謬”
7月22日，資深律師高禮華（Sérgio de Almeida Correia）接受本地傳媒回覆時表示，特區政府在「相對靜止期」為控制疫情而採取的措施「確實」限制了居民的權利和自由，「這些限制是一種政治性質的措施，而不是公共衛生的措施」。高禮華又批評，部分的防疫措施無意義、「荒謬」、 缺「關懷」，尤其警方執法上是「玩」市民。至於有關僱員及企業的防疫舉措，高禮華批評特區政府罔顧僱員以及中小企的利益。

## “鞏固期”內相關問題

### 散步可以 跑步禁止
7月23日疫情記者會上，有市民被拍到在松山懷疑因做運動而被警方檢控。治安警察局公共關係處處長李德輝表示，警方對上述個案是作出勸喻。他解釋，戴口罩適當地散步，舒展筋骨是可以的，但戴口罩做劇烈運動會對身體有所影響，當局不建議亦不希望市民為了做運動戴口罩，從而令身體受到損害。 

### 長者散步累坐下歇息被驅趕
7月24日疫情記者會上，疫情進入「鞏固期」並放寬部分防疫措施，包括可以放狗大小兩便、外出散步等。然而，有市民指出，長者雖可以出街，惟累了想坐休息片刻則要擔心被趕；另邊廂，賭場則可以讓賭客玩足全日。有記者問及長者散步完坐在街上休息片刻的感染風險是否比全日於賭場更高。治安警察局行動及通訊處處長馬超雄回應時表示，特區政府希望市民在外面散完步應即時回家。馬超雄表示，在整體防疫方向上沒需要就不外出，留在家中。特區政府亦考慮到市民留家好一段時間，在疫情開始相對穩定時，給市民外出去“抖抖氣”。馬超雄又稱，市民在外出時都要記住戴好KN95罩，避免聚集。網上亦有貼文指，當局以怕人流聚集為由，長者行到攰，坐低都不准；而居民走入賭場，全日耍樂則無問題，當局的理由則為賭場內有防疫指引。該貼文一出則便不少留言回應。至於有關記者提及的賭場感染風險問題時，衛生局傳染病防控處處長梁亦好回應時稱，「鞏固期」場所營運已有指引規範，場所可根據自身需求營運，進入場所人士亦要遵守防疫措施，以及保持適當距離。

### 業界倡物流業能列入維生行業
自7月23日起，全澳進入疫情「鞏固期」，工商業活動及場所可以恢復有限度運作，其中包括物流業能有限度復工，在「相對靜止期」下，物流、代收店等業務基本停運，業界反映停業令倉庫積貨如山，出現貨物堆積的情況。有市民亦反映代收店停工令其無法獲取一些急需的生活用品，影響生活。業界人士及市民都表示，希望政府可以將物流、代收行業能列入維生行業，允許在「相對靜止期」進行有限度營運。有業界人士指，政府可參考內地的做法，在封控期間，繼續維持有限度的物流快遞服務，如限時限流的取貨安排，供有急需取貨的人士。

### “鞏固期”內員工不能在公司範圍內進食被指不切實際
7月25日，澳門進入疫情防控“鞏固期”的首個工作日，政府逐步放寬工商業活動，大部分企業被允許有限度經營，但復工的同時卻受到政府訂立的防疫指引所限制，不少「打工仔」認為有關措施對其造成不便，如不得在公司範圍進食、復工僱員須接受兩日一檢等，增加僱員壓力。位於商業區的鐘錶舖店員表示，對當局訂立的防疫規定感到疑惑，認為有關措施存在漏洞，同時政府建議企業、商戶讓員工輪班回家吃飯，認為有關規定過份模糊，欠缺具體的指引。現時只有部分企業、博企能做到縮短員工上班時間，讓其能回家吃飯，但市面上有許多小商舖店面一般只有一名店員，並没有輪班的說法。因此只能在店內吃飯，但期間卻引來行人的注目，認為政府的規定不切實際，根本没有將小商店列入考慮範圍。

### “鞏固期”首個工作日 多個銀行網點大排長龍
7月25日，澳門進入疫情防控“鞏固期”的首個工作日，銀行同時恢復有限度服務，營業時間調整為中午12時至下午5時。銀行在“相對靜止管理”下關門，居民及企業累積近半月的服務需求，尤其許多長者不諳網上銀行服務，部分人心急提款維生，故多間銀行未開始營運，門外已現人龍。有排頭位的長者表示，早上七時晨運後已到場等候，理解疫情下銀行調整時間提供業務，但因沒有辦提款卡，“現金用得七七八八”，唯有提早到場等候。數小時無所事事，在場“一等再等，累了就坐在門口階梯休息一下。”有長者稱不懂使用網上銀行，只能親自到銀行辦理業務到櫃台取錢。也有長者笑言自己“人老眼矇”，網上銀行密碼錯誤輸入數次被鎖，只能早早到場排隊辦理“重開”手續，估不到銀行如此“熱鬧”。更有居民無奈表示“擺烏龍”入錯卡數，且即將到期，擔心被罰款，致電銀行盼疫情可稍延還款期。但銀行表示要到場簽名才能過數，唯有烈日下來排隊。有居民建議銀行提供清晰的可辦理業務指引，免到場才知道，白行一趟。澳門金融管理局表示，已要求銀行按照衛生局指引採取防疫措施，保障員工和客戶的健康。同時要做好分流安排，例如採用派籌或預約方式，以免人群聚集。近日天氣炎熱，呼籲公衆如非緊急，應利用金融機構的線上服務，避免親身前往營業網點辦理業務。如必須到銀行辦理業務，應盡量錯峰前往，縮短在銀行的停留時間。
澳門銀行公會表示，銀行復運首日有更多市民急於辦理業務，直至7月25日下午3時輪候居民已回落至正常水平，呼籲公眾如非緊急避免親身前往營業網點辦理，如必須到銀行辦理業務，盡量錯峰前往，以縮短在銀行的停留時間。經與金融管理局協調，部分銀行今日會增加營業網點，在防疫前提下，職員錯峰上班，主要避免員工在辦公場所脫口罩午餐，故時間維持中午12時至下午5時，銀行公會將與金融管理局緊密溝通，按疫情防控情況爭取早日恢復正常營業。公會希望客戶體諒和理解，又呼籲如非必要或緊急，盡量避免親身到銀行辦理業務。。

## 百億經援措施不全面
在2022年7月21日以視像形式召開的立法會全體會議上，討論預算案加至351億的修訂案，會上多名議員均促請政府擴大經援措施的受惠範圍，以及交代預留的第一百億預算用途為何？亦有議員希望政府推出更多針對僱員和中小企的援助。議員高天賜批評政府做預算「無規劃、無預判」，當立法會是提款機，「司長，點解你做預算，咁失預算架呢？」，議員林宇滔亦批評政府的經援措施透明度低，亦沒有聽取社會意見，誘發社會分化，最終即使政府派錢，市民亦不覺得有幫助，反而派錢措施既複雜又不公平，令市民覺得「分化咗」，林宇滔倡當局應考慮一次性（援助），讓事件變得更簡單。林宇滔強調，今次抗疫政府一定要負上最大的責任，錯失最初三周「控疫黃金期」，至後來才進入「相對靜止」狀態，現時仍然不知道很多被停止營業的企業究竟何時才能開門營業。
經濟財政司司長李偉農表示，近年財政預算開支大部分來自儲備，2020 年佔 49%， 2021 年佔 46%，今年 (2022 年) 1 月至今則為 57%。他強調公帑不會用不完，今輪疫情已經加碼動用200億用作抗對疫情的預算，「但疫情不會是最後一次，我們要有這樣的打算，所以大家要想一想，我們還有多少個200億要用？」，他稱，「第二個一百億」是預留給「後清零」時期對市場復甦及發展的支持，以保障有工開，有生意做，才能保障經濟，預算當中會包括普惠措施。然而，即使議員再三追問具體措施為何，李偉農亦沒有更多回應，他重申，政府不是「孤寒」，但未來只有「手中有糧」才能渡過逆境。
議案經近四小時討論下，最終以29票贊成、2票反對、1票棄權下，以緊急程序一般性通過財政預算修訂案後，再細則性通過所有條文，以當局可動用逾351億元超額儲備應付政府支出及新一輪經援措施。議員李靜儀、梁孫旭、林倫偉和李振宇在聯合表決聲明中表示，對修改預算法案投以贊成票，希望透過增加撥款盡快落實措施，支援居民度過難關。議員王世民、崔世平和葉兆佳在聯合表決聲明中表示，希望政府各部門能互相配合，持續關注疫下企業經營情況，並可以向仍未能受惠的又受沖擊行業推出精準的援助措施，而百億抗疫援助亦要盡快發放，為社區經濟注入重要的信心和動力，實現「保就業、穩經濟、顧民生」的目標。